# Augusto Fernández de Avilés y García-Alcalá
Augusto Fernández de Avilés y García-Alcalá (Murcia, España, 8 de enero de 1865 - Madrid, España, 23 de octubre de 1946) fue un bibliotecario de Alfonso XIII de España, miembro del Cuerpo Facultativo de Archivos, Bibliotecas y Museos y licenciado en Derecho Civil y en Derecho Canónico.

## Servicio en la Real Biblioteca
El 1 de enero de 1906 ingresó en la Real Biblioteca como escribiente temporero, tras ser aspirante junto a otros cinco candidatos. En aquel momento, bajo la dirección del conde de Las Navas, Juan Gualberto López-Valdemoro y de Quesada, como bibliotecario mayor, se desarrollaban tareas para el catálogo de impresos. En 1908 compartía temporalidad con Ramón Menéndez Pidal, que se ocupaba de las crónicas reales manuscritas de la Real Biblioteca, siendo oficial temporero primero Miguel Gómez del Campillo. En 1909 solicita en mayo ser considerado aspirante a una plaza de planta en el Archivo de la Real Casa y Patrimonio, el hoy llamado Archivo General de Palacio, y en dicha solicitud acredita pertenecer al Cuerpo Facultativo de Archivos, Bibliotecas y Museos desde hacía 21 años, es decir, desde 1888, tras aprobar por oposición, y además señala ser archivero-bibliotecario en la Presidencia del Consejo de Ministros y haberse ocupado del "arreglo, catalogación por papeletas y clasificación y tasación del Archivo que fue de la Casa Ducal de Osuna, de los duques de Osuna, que pasó a manos del Estado a fines del siglo XIX tras la quiebra provocada por el XII duque de Osuna y XV duque del Infantado, Mariano Téllez-Girón y Beaufort Spontin. Por fin, el 1 de diciembre de 1918 es nombrado Fernández de Avilés bibliotecario primero con sueldo de 3.500 pesetas anuales. Ese mismo día era nombrado bibliotecario segundo Rafael Minguet y Toussaint. Compartió plantilla en la Real Biblioteca, además de con Campillo, con José María Nogués, Santiago Escudero y Blasco y con Miguel Velasco y Aguirre.
Bien conectado con la nobleza, casó con una Álvarez-Ossorio y tuvo dos hijos: uno de ellos: Augusto Fernández de Avilés, llegó a ser un eminente arqueólogo. Hasta junio de 1931 sirvió en la Real Biblioteca pues le afectó la Orden de la II República de 16 de junio de ese año por la cual los funcionarios del Estado no podían servir a la vez en la extinta Real Casa y Patrimonio.